# 山口高等商業学校
| 山口高等商業学校 （山口高商） | 山口高等商業学校 （山口高商） |
| ----------------------------- | ----------------------------- |
| 創立                          | 1905年                        |
| 所在地                        | 山口県山口町 （現・山口市）   |
| 初代校長                      | 松本源太郎                    |
| 廃止                          | 1951年                        |
| 後身校                        | 山口大学                      |
| 同窓会                        | 鳳陽会                        |

山口高等商業学校（やまぐちこうとうしょうぎょうがっこう）は、1905年（明治38年）4月に設立された旧制専門学校で、略称は山口高商（-こうしょう）である。
なお、本項目は改称後の「山口経済専門学校」（-けいざいせんもんがっこう）についても記述する。

## 概要
- 山口高等学校（旧旧山高）を改組して全国3番目[1]の官立高等商業学校として発足した。本科の他、東亜経済研究科・貿易別科・特設予科を設置した。
- 1919年に山口高等学校（再興山高）が設立されるまで、山口県下唯一の高等教育機関であり、3次にわたり大学昇格運動を展開したが実現に至らなかった。
- 同年設立の長崎高商と並び「アジアで活躍する人材」の育成を標榜し、特に東アジアとの関係を重視した。
- 教員の大半は東京商科大学・京都帝国大学経済学部・神戸商業大学の出身者によって占められていた。
- 第二次世界大戦中の1944年4月に山口経済専門学校（山口経専）と改称した。
- 新制山口大学経済学部の構成母体になった。
- 卒業生により同窓会「鳳陽会」（ほうようかい）が組織され、山口大経済学部の同窓会として継承されているが、その名称は山口高商の寄宿舎「鳳陽寮」（ひいては上田鳳陽）にちなむものである。

## 沿革

### 前身諸校と設立の経緯
山口高等商業学校は、他の官立高商と異なり、旧制高等学校である旧・旧制山口高等学校を前身としている点に特徴がある。前身校たる「旧旧山高」は、1815年（文化12年）に上田鳳陽により開設された私塾「山口講堂」を淵源とし、1866年に尋常・高等の2つの中等科を設置する官立の山口高等中学校として発足、1894年9月、山口高等學校と改称したものである。この際、従前の本科を基礎に専門学部を置かず大学予科のみを設置、尋常科は山口縣立山口中學校として分離された。
山口高商は、1905年2月25日の勅令第40号「山口高等學校ヲ山口高等商業學校ト改稱スルノ件」にもとづき、同年5月、旧旧山高を高等商業学校に改組・転換する形で全国3番目（後出）の官立高等商業学校として発足し、修業年限3年の本科を設置した。旧旧山高の廃止（1906年）後も高商に在籍していた山高生は校内に併設された大学予科に収容されたが、これら予科生の卒業を待って1907年7月大学予科も廃止となり高商への移行が完了、1907年5月には開校式を挙行した。

### 教育・研究の拡充
山口高商の教員は、先行の東京高商（のち東京商大）・京都帝大法科（のち経済学部）の出身者によって大半と占められており、その後、（官立）神戸商大出身者も増加した。
本校は設立当初から「滿韓地方ノ實業ニ從事」する人材の育成を標榜し、第二外国語科目として「清・韓」2言語の選択を指定、1907年以降は満韓・清韓方面の修学旅行が開始され、生徒には報告書の提出が義務づけられた。1908年4月には中国人留学生を対象として修業年限1年の特設予科が設置されたが、3年後の1911年10月、修学旅行をめぐる清国留学生の同盟休学事件が起こったため廃止となっている。
第一次世界大戦開始後、日本の近隣アジア諸国への経済進出が本格化すると、高商各校ではこれらの地域での貿易実務者の養成に力を入れたが、山口高商においても1915年4月、本学卒業者を対象に「対支商業」に必要な知識の修得を目的とする、修業年限1年の「支那貿易講習科」を設置、1918年には「支那貿易科」と改称した。さらに1929年には、日本の市場圏拡大を背景に、中等学校卒業者を対象に中国・南アジア・南米の市場開拓に従事する人材の速成教育を目的とする、修業年限1年の「貿易別科」が設置された。
教育の拡充とともに研究活動も進展がみられた。1908年には各地の商品見本を学外にも公開する「商品陳列室」が竣工し、同年より1920年に至るまで生徒による内外各地の実地調査制度が行われた。また1917年2月には学内研究団体として東亜経済研究会が発足し、同年5月より機関誌『東亞經濟研究』の刊行が開始され、次いで1927年10月に発足した山口高商商学会を刊行主体として『山口商學雑誌』が創刊された。以上の動きと並行して研究拠点の整備も進み、1921年7月には商業研究所が設置され、その後「調査部」（1922年）⇒「調査課」（1926年）と改称された。
これらの動きとともに山口高商は旧制大学への昇格運動をすすめた。設立直後の1905年には早くも大学昇格運動が起こっているが、大正期に入り高等教育拡充の動きが本格化すると、1918年、山口高商は商科大学への昇格運動（第2次）を進めたが実現しなかった。

### 戦時体制下での改編
1930年代以降、山口高商は満蒙進出という日本の国策に迎合する動きをみせることとなった。1933年4月には調査課を拡充して「東亜経済研究所」を設置、同所は以後1940年前後に至るまで高商各校で本格化するアジア調査・研究機関の設立の嚆矢となった。1935年10月には東亜経済博覧会を開催して満蒙事情に関する啓蒙活動を行い、1936年3月には満洲国留学生受け入れのため「留学生特設予科」を復活した。1939年には本科を第1部と第2部に分けて後者を「支那科」とし、また卒業生を対象とする支那貿易科を「東亜経済研究科」と改称した。
しかし1941年12月の太平洋戦争勃発は、以上に述べた時局色の濃い教育・研究の遂行も不可能にした。開戦直後には修業年限が2年9ヶ月、翌1942年にはさらに2年6ヶ月に短縮され在校生の学徒出陣がすすめられた。1944年4月、物資の不足により、官立高商のいくつかが「工業専門学校」あるいは「工業経営専門学校」への転換をよぎなくされた際、山口高商は「山口経済専門学校」への改称に止まったが、同年、中等学校修了者を対象とする貿易別科は廃止された。一方、前年の1943年には戦前最後（第3次）の大学昇格運動が高まりをみせ、山口高商を中核とする「官立防長総合大學」構想を実現寸前までこぎ着けたが、戦局悪化により挫折することとなった。

### 新制への移行
1945年の敗戦以後の占領軍による非軍事化の動きは山口経専の再建にも影を落とした。東亜経済研究所は1946年、占領軍により蔵書を接収されて閉鎖に追いこまれ、同所の機関誌となっていた『東亞經濟研究』も刊行を中断、1949年には東亜経済研究科が廃止された。
以上のような動きの中で、山口経専は県下の他の高等教育機関とともに新制の国立総合大学への移行をめざすこととなり、1949年6月、山口大学の発足にともない設置された経済学部の構成母体となり、同時に同大学に包括されて「山口大学山口経済専門学校」と改称した。1951年3月には最後の卒業式を経て廃校となり、山口大への移行が完了した。
山口高商商学会の機関誌であった『山口商學雑誌』は、その後現誌名『山口経済学雑誌』への改称を経て山口大経済学部に刊行が継承された。また戦後の一時廃止をよぎなくされた東亜経済研究所は、1949年、経済学部「資料室」として復活し、その後1957年に旧名で復活、同年、機関誌である『東亞經濟研究』も復刊を果たし、ともに現在に至っている。

### 年表
前身諸校
- 1815年：山口講堂開設。
- 1845年：山口講習堂と改称。
- 1863年：山口明倫館と改称。
- 1870年：山口明倫館を山口中學校と改称（県立）。
- 1886年：山口高等中學校と改称。県立より官立に移管。
- 1894年9月：高等学校令により山口高等學校と改称。

山口高商時代
- 1905年2月25日：勅令第40号「山口高等學校ヲ山口高等商業學校ト改稱スルノ件」発布。
- 1905年5月：山口高等學校を山口高等商業學校へ転換。本科設置（修業年限3年）。
- 1905年：旧制商科大学への昇格運動おこる。
- 1906年：山口高等學校廃校。高商に完全移行。
- 1907年5月8日：開校式[9]
- 1907年5月：満韓・清韓方面の修学旅行が始まる。
- 1907年7月：併設されていた大学予科廃止。
- 1908年4月：中国人留学生を対象に特設予科を設置（修業年限1年）。
- 1908年：商品陳列室の竣工。
- 1908年：生徒による内外各地の実地調査制度開始（ - 1920年）。
- 1911年10月：修学旅行をめぐる清国留学生同盟休学事件。特設予科廃止。
- 1915年4月：文部省令第17号により支那貿易講習科を設置（修業年限1年）。
- 1917年2月：研究団体として東亜経済研究会が発足（現・東亜経済学会）。
- 1918年：支那貿易講習科を支那貿易科と改称。旧制商科大学への昇格運動。
- 1921年7月：商業研究所を設置。
- 1922年6月：同上を調査部と改称。
- 1926年：調査課と改称。
- 1927年10月：山口高商商学会発足。『山口商學雑誌』創刊。
- 1929年：文部省令第25号により貿易別科設置（修業年限1年）。
- 1933年4月：調査課を拡充し東亜経済研究所設置。
- 1935年10月：東亜経済博覧会を開催。
- 1936年3月：留学生特設予科の設置。
- 1939年：本科を第1部と第2部（支那科）に分ける。
- 1939年4月：支那貿易科を東亜経済研究科と改称。
- 1941年：修業年限を2年9ヶ月に短縮。
- 1942年：修業年限をさらに2年6ヶ月に短縮。
- 1943年：大学昇格運動の高まり。
- 1944年：貿易別科廃止。

山口経専時代
- 1944年4月：山口高商を山口經濟専門學校と改称。
- 1946年：占領軍が東亜経済研究所の図書を接収。同研究所閉鎖。
- 1947年4月：女子学生の入学を許可。
- 1949年：東亜経済研究科の廃止。
- 1949年6月：山口大学に包括され経済学部発足。
- 1951年3月：山口経専最後の卒業式。山口大に完全移行。

## 歴代校長
山口高等商業学校校長
- 初代：松本源太郎（1905年4月 - 1907年11月）
  - 第4代山口高等学校校長（1900年 - 1905年3月）
- 第2代（事務取扱）：横地石太郎（1907年11月28日 - 1908年6月26日）
- 第3代：坪野平太郎（1908年6月26日 - 1911年3月24日）
- 第4代：横地石太郎（1911年3月24日 - 1924年6月）
- 第5代：鷲尾健治（1924年6月 - 1932年3月）
- 第6代：岡本一郎（1932年3月 - 1944年3月）

山口経済専門学校校長
- 初代：岡本一郎（1944年4月 - 1945年11月19日[10]）
- 第2代：田岡嘉寿彦（1945年11月19日[10] - 1947年6月）
- 第3代：浅野孝之（1947年6月 - 1948年7月）
- 第4代：吉川秀造（1948年7月 - 1949年5月）
  - 1949年5月から山口大学経済学部長。

## 教員(五十音順)
- エドワード・ガントレット：英文学
- 佐伯富：東洋史
- グレン・W・ショー：英語
- 作田荘一：経済学
- 滝沢克己：哲学
- 竹中靖一：経営学
- 奈倉次郎：英語
- 福本和夫：経済学

## 校地の変遷と継承
設立当初の校地は、1861年（文久元年）以来山口講堂 - 山口高等学校（旧・旧山高）が所在していた亀山東麓（当時は山口県吉敷郡山口町 / 現・山口市亀山地区）の亀山校地を継承した。この校地は学制改革を経て山口大学経済学部に引き継がれたが、同学部は1973年1月に吉田地区に移転され亀山校地は廃止された。現在、亀山校地跡には「鳳陽寮歌石碑」が建立されている。

## 著名な出身者

### 教育・学術関係
- 上妻隆栄 - 経済学。山口大学経済学部長。
- 安部一成 - 経済学。山口大学名誉教授・元経済学部長(経専卒)。
- 石津漣 - 財政学。山口大学教授、神戸大学教授(1913年卒)
- 大畑文七 -財政学。 旧制東京外国語学校（現東京外国語大学）校長、滋賀大学初代学長
- 柴田敬 - 理論経済学者、京都帝大教授、山口大学経済学部長
- 玉野井芳郎－　経済学者、東京大学教授、沖縄国際大学教授、東京大学名誉教授
- 都築忠七 - 思想史家、一橋大学名誉教授、学士院賞・恩賜賞(1947年経専卒)
- 豊崎稔 - 経済学者、京都帝大教授
- 名越二荒之助 - 社会思想史。高千穂商科大学名誉教授
- 橋本文雄 - 法律学者、東北帝大法文学部教授
- 松本雅男 - 会計学者、一橋大学名誉教授(1925年卒)
- 矢野貫城 - 教育者、当校教授、彦根高商校長、東京女子大学理事長

### 文化
- 鈴木六林男 - 俳人

### 政財界
- 青木敬 - 名古屋テレビ元相談役
- 上妻亨 - トキハ元社長
- 石松正二 - 広島電鉄元社長・会長
- 石橋五郎 - 藤倉電線元社長
- 伊藤俊雄 - 新明和工業元社長
- 今澄勇 - 元衆議院議員、民社党政策審議会長
- 魚本藤吉郎 - 元在ソビエト連邦特命全権大使
- 小野喜孝 - 井筒屋元社長・会長
- 海堀つとむ - 中越パルプ工業元社長・会長、元王子製紙専務
- 加賀豊蔵 - 住友倉庫元専務
- 加治木俊道 - 元大蔵省証券局長、元関西電力副社長
- 川手生巳也 - 日産火災海上保険元社長
- 栗原巌 - トーホー元社長
- 黒河隼人 -  元東陶機器（現TOTO）社長。
- 桑田俊晴 - 元関西ペイント社長。
- 坂根哲夫 - 元公正取引委員会事務局長、元日鐵海洋工事社長
- 坂本実 - 元衆議院議員、自由党総務
- 佐藤勇二 - 元三菱自動車工業社長
- 沢田伝 - 日本資糧工業元社長
- 須磨吉仲 - NTN元社長
- 末山正顕 - 宇部興産元副社長
- 砂川逸郎 - 日本毛織物元社長・会長
- 田村幸策 - 元広東総領事、元中央大学教授
- 月本堅四郎 - 名古屋銀行副社長
- 土井正巳 - 佐賀銀行元頭取
- 中野宇一 - 東海テレビ元副社長
- 中牟田喜一郎 - 岩田屋元社長・会長、元日本テニス協会名誉会長
- 長島恭助 - 埼玉銀行元頭取・会長[11] 。
- 西岡吉春 - 宇部興産元専務
- 田中義巳 - ニチメン(現・双日)元社長
- 野上啓二 - 豊田通商元社長
- 藤原善吉 - 山陰合同銀行元専務
- 福島孝一 - 宇部興産元副社長・相談役
- 松浦孝義 - 日立製作所元副社長、日立電線社長
- 松本幸市 - 小野田セメント元副社長
- 丸山哲二 - 王子製紙元専務
- 三宅誠一 - 住友生命保険元専務
- 村木純一 - 三菱倉庫元専務
- 八木良夫 - 日立製作所元専務
- 山脇義勇 - ダイセル元社長
- 山田克彦 - 広島銀行元副頭取
- 芳川周二 - 関西アーバン銀行元社長
- 吉富勝次 - 親和銀行元専務
- 吉永勝商 - 京都共栄銀行元社長

## 校史トピックス

### 「第三高商」としての山口高商
山口高商は明治38年2月24日勅令第40号に基づき山口高等学校から転換され5月に開講した一方、長崎高商は同年3月28日勅令第96号により開設され9月に授業を開始した。このため法的設置順、開講順とも山口が長崎に先行していたが、同勅令第96号（改正文部省直轄諸学校官制）中の記載順序が、山口高商が高等学校からの改称であったため第七高等学校造士館の次位のままとされていたのに対し、長崎高商は新設であったことから東京高商・神戸高商の次位とされた。このため、長崎を「第三高商」と称する場合がある。
なお、官制上の記載順序は、3年後の明治41年勅令第86号「『長崎高等商業學校』ノ次ニ『山口高等商業學校』ヲ加ヘ『第七高等學校造士館』ノ次『山口高等商業學校』ヲ削リ『第八高等學校』ヲ加フ：他略」によって見直された。この勅令改正の理由書には、「本案中山口高等商業學校の順序を變(変)更せんとするは本校は元山口高等學校の改稱なるが故に其位置從來の儘なるも東京、神戸、長崎の各高等商業學校は一所に列記しあり獨り山口高等商業學校のみ第七高等學校造士館の次位にあるか為め他の高等商業學校と組織及程度等全く別種のものとの誤解を來すの恐あり随て生從募輯(集)上及卆業生就職等に不便尠からさるに依る」と記されている。

## 参考・関連文献
単行書
- 山口高等商業學校（編） 『山口高等商業學校沿革史』 同校、1940年
- 山口大学三十年史編集委員会（編） 『山口大学三十年史』 山口大学、1982年

論文
- 井澤直也 「大正期における専門学校卒業生の海外進出に関する研究 : 山口高等商業学校の事例にそくして」 『東洋文化研究』（学習院大学）5号（2003年3月）
- 木部和昭 「山口高等商業学校の東アジア教育・研究と東亜経済研究所」 『東亜経済研究』62巻2号（2009年1月） (PDF)
- 尹春志 「『東亜経済研究』の一断章--大正から昭和初期の「東亜」の構想」同上 (PDF)